# Dekanat Mikołajów
Dekanat Mikołajów jeden z 7 dekanatów katolickich w diecezji odesko-symferopolskiej na Ukrainie.
dziekan: ks. Kazimierz Wójciak SchP

## Parafie
- Basztanka – Parafia Miłosierdzia Bożego
  - prob. ks Grzegorz Jeleń
- Piwdennoukrajinśk – Parafia św. Antoniego z Padwy
- Wozniesieńsk - Parafia p.w. Wniebowstąpienia Pana Jezusa - duszpasterska placówka dojazdowa (Jużnoukrajinsk
  - prob. vacat
- Krywe Ozero – Parafia św. Ludwika
  - prob. ks Emil Stolarczyk
- Mikołajów – Parafia św. Józefa
- Kyseliwka – Duszpasterska placówka dojazdowa (Mikołajów)
  - prob. ks Aleksander Repin TChr
- Mikołajów – Parafia Matki Bożej Różańca Świętego
  - prob. ks Paweł Wierzchoń
- Oczaków – Parafia Matki Boskiej Częstochowskiej
  - prob. ks Kazimierz Wójciak SchP
- Perwomajsk – Parafia św. Jana Chrzciciela
  - prob. ks. Paweł Staniaszek